# Aliú García
Aliú García Regalado (La Habana, 15 de enero de 1970) guionista y docente cubana, radicada en Chile desde 1991.

## Biografía
Estudió Teatro en la Escuela Nacional de Arte, Cuba. Luego obtuvo un posgrado en Dramaturgia en la Pontificia Universidad Católica de Chile. Cursó talleres de especialización en guion cinematográfico en la Escuela de Cine y TV de San Antonio de los Baños (EICTV). 
Acreditada principalmente por su labor como guionista de series, teleseries, documentales, largometraje de ficción, y por su labor desde el 2005 a la fecha como profesora de Narrativa, Dramaturgia, Guion Cinematográfico y Televisivo en diversas universidades chilenas (U. ARCIS, UNIACC, SANTO TOMAS, FINIS TERRAE)
Integró parte del equipo de guionistas en  varias telenovelas como, Puertas Adentro, Los Pincheira, Versus. Participó en la creación de guiones originales para series de TV como La otra cara del espejo y Diego y Glot.

## Guiones de cine
- Red for the lips Cortometraje ficción (1992 Channel Four Television, Reino Unido)
- Matar el Tiempo Largometraje ficción (1996 Cuba-Chile)
- Al llegar Largometraje ficción (2009 Chile)

## Guiones de televisión
- Mi tierra Serie documental (1998  TVE - TV Azteca)
- Nuestro Siglo Serie documental (1999 TVN)
- Diego y Glot Serie animada (2005 Canal 13)
- La otra Cara del espejo Serie de terror (2006  MEGA)
- Secreto a voces Serie Docudrama (2009 UCTV)

Teleseries
- Puertas Adentro (2003 TVN)
- Los Pincheira (2004 TVN)
- Versus (2005 TVN)

## Premios y reconocimientos
- Red for the Lips

Premio Jean Monnet. Festival Internacional de Cortometrajes y Video de Caracas (1992)
Gran Premio Coral. Festival Latinoamericano de Cine, Televisión y Video de La Habana (1992)
Le Prix Decouverte. Festival de Cine Latinoamericano de Toulouse, Francia (1993)
- Secreto a Voces (Docudrama)

Ganador del Concurso Anual de series de TV,  CORFO (2007)
Ganador del Consejo Nacional de Televisión (2009)
- Al llegar

Ganador del Fondo Audiovisual, Línea de Creación de Guion Largometraje Ficción (2009)
- Datos: Q16300702